# Памятник Максиму Богдановичу (Минск)
Памятник Максиму Богдановичу (бел. Помнік Максіму Багдановічу), известному белорусскому поэту, расположенный в Минске.

## История
Открытие — в день 90-летия (9 декабря 1981 года) со дня рождения М. Богдановича.
В апреле 2008 года, в соответствии с решением Мингорисполкома, памятник классику белорусской литературы был отправлен на реставрацию. Вместо памятника планировалось установить фонтан. Такое решение властей вызвало возмущение лидеров белорусской оппозиции в эмиграции, которые сравнивали демонтаж памятника Богдановича с заменой бело-красно-белого флага после референдума 1995 года. В июне 2008 года памятник был установлен заново на углу улицы Максима Богдановича и площади Парижской коммуны. Относительно бывшего местоположения памятник перенесли на 151 метр на северо-запад, поближе к месту рождения поэта, и повернули лицом к Свислочи в направлении между домом на улице М. Богдановича, 27 и суворовским училищем.

## Авторы
Скульптор С. Вакар, архитекторы Ю. Казаков, Л. Москалевич.

## Описание
Высота — 4,45 м.
Пьедестал — красный гранит.
Фигура поэта — со скрещенными на груди руками с букетом васильков (воспеваемые им в поэзии) в правой руке.

## Расположение
Сквер на площади Парижской Коммуны, слева от центрального входа в Национальный академический Большой театр оперы и балета Республики Беларусь (недалеко от бывшего дома, в котором родился и жил Максим Богданович.